# Sluneční aktivita

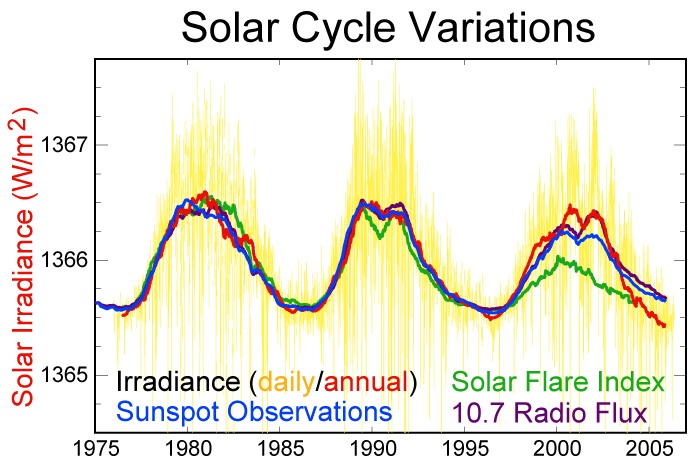
Graf znázorňující změny sluneční aktivity během posledních 30 let.

Sluneční aktivita popisuje změny v množství úhrnu slunečního záření a jeho spektrálního složení. Nejběžnějším a snadno pozorovatelným projevem aktivity jsou sluneční skvrny.
Sluneční konstanta byla dříve odhadována chybou přístrojů na 1366 W/m2 i více, ale nyní se odhaduje, že intenzita záření je přibližně 1360 W/m2. Mimo tyto instrumentální změny jsou pozorovány reálné změny, které jsou zčásti pravidelné (příkladem je jedenáctiletý sluneční cyklus) ale také nepravidelně kolísají. Vzhledem k tomu, že oběžná dráha Země kolem Slunce je mírně excentrická, skutečný tok sluneční energie (solární iradiance) na Zemi během roku kolísá. Odchylky proti hodnotě sluneční konstanty činí přibližně ±3,4 % a jsou přibližně dány jako
{\displaystyle Q\approx S_{0}\left(1+0.034\cos \left(2\pi {\frac {n}{365.25}}\right)\right)}
kde n je pořadové číslo dne v roce, protože perihélium Země je zhruba 4. ledna. Vědci se zajímají o změny sluneční aktivity z důvodu snahy o porozumění vlivu změn na změny klimatu a protože vysoká sluneční aktivita může ovlivnit činnost satelitů a zařízení na Zemi. V současné době je sluneční aktivita sledována pomocí satelitů (např. sondou SOHO).
Velmi významnou (a extrémní) událostí byla sluneční bouře v roce 1859 (tzv.Carringtonská událost/Carringtonská super bouře).

## Sledování aktuální sluneční aktivity na internetu
Na konferenci zástupců NASA a NOAA, která proběhla 15. 10. 2024, bylo oznámeno, že Slunce dosahuje období své maximální aktivity, které by mohlo pokračovat i v průběhu roku 2025. Sluneční aktivitu lze v reálném čase sledovat na několika www stránkách:
http://www.solarham.net/
http://www.spaceweatherlive.com/en/solar-activity